# Mamoru Shigemitsu
Mamoru Shigemitsu ( (重光 葵?,  Shigemitsu Mamoru ); Ōita, 29 luglio 1887 – Yugawara, 27 giugno 1957) è stato un politico e diplomatico giapponese, ministro degli esteri alla fine della seconda guerra mondiale. Fu colui che firmò la resa incondizionata del Giappone, il 2 settembre 1945.

## Biografia
Shigemitsu nacque a Ōita, in Giappone. Studiò legge all'Università Imperiale di Tokyo, laureandosi nel 1907.
Fu prima ambasciatore giapponese in Cina (1931-1932); vice ministro degli esteri (1933-1936); ambasciatore in Unione Sovietica (1936–1938); ambasciatore nel Regno Unito (1938–1941).
Prima della seconda guerra mondiale (nel 1932) fu ferito dal nazionalista coreano Yoon Bong-Gil a Shanghai, in Cina, e perse una gamba. Camminò per il resto della sua vita con una gamba artificiale e un bastone.
Il 18 luglio 1944, dopo le dimissioni del governo di Hideki Tōjō, entrò nel nuovo governo del generale Kuniaki Koiso come ministro degli Esteri. Dopo la parentesi del governo presieduto da Kantarō Suzuki (1945), fu nuovamente incaricato degli Affari esteri nel governo del principe Naruhiko Higashikuni, formato il 17 agosto 1945, subito dopo la resa del Giappone.
Insieme con il generale Yoshijirō Umezu, sottoscrisse l'atto di resa incondizionata del Giappone il 2 settembre 1945, a bordo della corazzata USS Missouri ancorata nella baia di Tokio.  Shigemitsu si presentò vestito in abito da cerimonia: cappello a cilindro, redingote nera a coda, pantaloni a righe e scarpe di vernice nera. Fu proprio Mamoru Shigemitsu ad apporre sull'atto di capitolazione la firma a nome dell'impero giapponese.
Egli fu più tardi accusato di crimini di guerra per aver preso parte all'Unità 731, per questo fu condannato a 7 anni di reclusione. Fu rilasciato nel 1950, e servì ancora come ministro degli esteri (1954-1956).
Morì all'età di 69 anni a Yugawara.